# Roger Taney
Roger Brooke Taney (/ˈtɔːni/; n. 17 martie 1777, Maryland, SUA – d. 12 octombrie 1864, Washington, D.C., District of Columbia, SUA) a fost un jurist și om politic american care a fost al cincilea președinte al Curții Supreme a Statelor Unite⁠(d), deținând această funcție din 1836 până la moartea sa în 1864. Simpatizant al Sudului și promotor al sclaviei, Taney a rămas în istorie drept autor al opiniei majoritare în infamul caz Dred Scott v. Sandford (1857), prin care Curtea a decis că afro-americanii nu pot fi considerați cetățeni americani și că Congresul nu are dreptul să interzică sclavia în teritoriile SUA. Înainte de a se alătura Curții Supreme a SUA, Taney a fost procuror general al SUA și secretar al Trezoreriei SUA⁠(d) sub președintele Andrew Jackson. A fost primul catolic⁠(d) care a servit la Curtea Supremă.

## Biografie
Taney s-a născut într-o familie înstărită, deținătoare de sclavi, din comitatul Calvert, Maryland. A câștigat alegerile pentru Camera Delegaților din Maryland⁠(d) ca membru al Partidului Federalist, dar mai târziu s-a despărțit de partid din cauza Războiului din 1812. După ce a trecut la Partidul Democrat-Republican, Taney a fost ales în Senatul Marylandului⁠(d) în 1816. El s-a remarcat ca unul dintre cei mai proeminenți avocați din stat și a fost numit procuror general al Marylandului în 1827. Taney a susținut campaniile prezidențiale ale lui Andrew Jackson în 1824 și 1828 și a devenit membru al Partidului Democrat al lui Jackson. După o remaniere a cabinetului în 1831, președintele Jackson l-a numit pe Taney procuror general federal. Taney a devenit unul dintre cei mai importanți membri ai cabinetului lui Jackson și a jucat un rol major în Războiul Băncilor⁠(d). Începând din 1833, Taney a servit ca secretar al Trezoreriei în cadrul unei numiri în vacanță congresională, dar nominalizarea sa în această funcție a fost respinsă de Senatul Statelor Unite când s-a întrunit.
În 1835, după ce democrații au preluat controlul Senatului, Jackson l-a numit pe Taney ca succesor al răposatului John Marshall la Curtea Supremă în funcția de președinte al Curții. Taney a prezidat o tranziție jurisprudențială care a favorizat drepturile statelor, dar Curtea Taney⁠(d) nu a respins autoritatea federală atât de mult cât se temeau mulți dintre criticii lui Taney. La începutul anilor 1850, el era respectat pe scară largă, iar unii oficiali aleși priveau spre Curtea Supremă pentru a soluționa dezbaterea națională pe marginea sclaviei. Chiar dacă și-a eliberat propriii sclavi și a dat pensii celor care erau prea bătrâni pentru a lucra, Taney era revoltat de atacurile asupra sclaviei venite dinspre Nord și a încercat să se folosească de decizia în cazul Dred Scott pentru a pune capăt definitiv dezbaterii pe marginea sclaviei. Hotărârea sa cuprinzătoare a înfuriat însă profund mare parte din opinia publică a Nordului și a întărit Partidul Republican anti-sclavie; candidatul acesteia, Abraham Lincoln, a câștigat alegerile prezidențiale din 1860.
După alegerea lui Lincoln, Taney a simpatizat cu statele din Sud, care s-au separat, și l-a blamat pe Lincoln pentru război, dar nu și-a dat demisia de la Curtea Supremă. El a fost în dezacord dezacord puternic cu felul larg în care președintele Lincoln a interpretat puterea executivă în Războiul Civil American. În Ex parte Merryman, Taney a susținut că președintele nu are dreptul să suspende înscrisul de habeas corpus. Lincoln a ripostat la această decizie invocând neconsimțământul⁠(d); prin acel act, Taney însă viza în primul rând protejarea lui Merryman, un sabotor pro-confederat din Maryland — din cauza complicațiilor legale create de Taney, Merryman nu a fost niciodată judecat pentru faptele sale, nici măcar după moartea lui Taney. Mai târziu, Taney a încercat să-l rețină pe George Cadwalader⁠(d), unul dintre generalii lui Lincoln, pentru sfidarea Curții⁠(d), dar administrația Lincoln a invocat din nou neconsimțământul ca răspuns. În 1863, Lincoln a decis să treacă peste hotărârile lui Taney privind sclavia și a pronunțat Proclamația de Emancipare. Taney a cedat în cele din urmă, spunând: „Am exercitat toată puterea pe care mi-o conferă Constituția și legile, dar acestei puteri i s-a opus o forță prea puternică ca să o pot birui”. Taney a murit în 1864, iar Lincoln l-a numit pe Salmon P. Chase ca succesor al său. La momentul morții lui Taney, în 1864, el era detestat pe scară largă în nord, iar Lincoln a refuzat să facă vreo declarație publică la moartea lui. Taney continuă să aibă o reputație istorică controversată, iar hotărârea sa în cazul Dred Scott este universal considerată a fi cea mai proastă decizie adoptată vreodată de Curtea Supremă.